# Beba (España)
Beba o San Julián de Beba (llamada oficialmente San Xián de Beba) es una parroquia del municipio de Mazaricos, en la provincia de La Coruña, Galicia, España.

## Entidades de población
Entidades de población que forman parte de la parroquia:
- Agar
- Argueirón
- Beba
- Fontán
- Godón
- Jesto (Xesto)
- Outeiro de Bois
- Vilariño (Vilariño de Beba)

## Demografía
| Gráfica de evolución demográfica de Beba entre 2000 y 2018 |
|                                                            |
| Población de derecho según el padrón municipal del INE     |